# Post Pop Depression
Post Pop Depression é o décimo sétimo álbum de estúdio do cantor de rock Iggy Pop, lançado pela Loma Vista Recordings em março de 2016. A obra foi produzida por Josh Homme, vocalista e guitarrista do Queens of the Stone Age com participações de Dean Fertita e Matt Helders (Arctic Monkeys).
O disco foi gravado ao longo de 2015 e o projeto só foi anunciado após ficar pronto. As canções mesclam-se em reflexões de Iggy Pop sobre o fim de uma carreira e crises artísticas. Apesar de ter sido produzido antes, a morte de David Bowie foi um acontecimento relevante para o disco, segundo a crítica especializada. A obra recebeu avaliações, em maior parte, favoráveis.

## Faixas
| N.º            | Título                  | Compositor(es) | Duração |  |
| 1.             | "Break into Your Heart" |                | 3:54    |  |
| 2.             | "Gardenia"              |                | 4:14    |  |
| 3.             | "American Valhalla"     |                | 4:38    |  |
| 4.             | "In the Lobby"          |                | 4:14    |  |
| 5.             | "Sunday"                |                | 6:06    |  |
| 6.             | "Vulture"               |                | 3:57    |  |
| 7.             | "German Days"           |                | 4:47    |  |
| 8.             | "Chocolate Drops"       |                | 3:58    |  |
| 9.             | "Paraguay"              |                | 6:25    |  |
| Duração total: | Duração total:          | Duração total: | 42:13   |  |

## Ficha técnica
- Iggy Pop - vocais
- Josh Homme - vocais, guitarras, baixo, teclado, produção musical e percussão
- Matt Helders - bateria, percussão e backing vocals
- Dean Fertita - baixo, guitarra, backing vocais